# Xã Nameoki, Quận Madison, Illinois
Xã Nameoki (tiếng Anh: Nameoki Township) là một xã thuộc quận Madison, tiểu bang Illinois, Hoa Kỳ. Năm 2010, dân số của xã này là 12.685 người.